# Plutella
Plutella is een geslacht van vlinders uit de familie van de koolmotten (Plutellidae). De wetenschappelijke naam is gepubliceerd in 1802 door Franz Paula von Schrank.
De bekendste soort uit dit geslacht is de koolmot (Plutella xylostella), die vrijwel wereldwijd voorkomt. De larven daarvan zijn plaaginsecten die de bladeren van kool en andere teelten aanvreten en daarmee aanzienlijke economische schade kunnen aanrichten. Mede met het oog op de bestrijding ervan is de koolmot uitvoerig bestudeerd, in tegenstelling tot de andere soorten uit het geslacht waarover relatief weinig bekend is.

## Soorten
- P. acrodelta Meyrick, 1931
- P. albidorsella Walsingham, 1881
- P. annulatella (Curtis, 1882)
- P. antiphona Meyrick, 1901
- P. armoraciae Busck, 1913
- P. balanopis Meyrick, 1909
- P. bigraphella Turati, 1929
- P. butalidella Turati, 1926
- P. canaella Costa, 1836
- P. capparidis Swezey, 1920
- P. culminata Meyrick, 1931
- P. dammersi Busck, 1934
- P. deltodoma Meyrick, 1931
- P. diluta Meyrick, 1931
- P. dryoxyla Meyrick, 1932
- P. erysiphaea Meyrick, 1938
- P. formicatella Legrand, 1966
- P. geniatella Zeller, 1839
- P. haasi Staudinger, 1883
- P. huemerella (Baraniak, 2007)
- P. hufnagelii Zeller, 1839
- P. hyperboreella Strand, 1902
- P. incarnatella Stend, 1873
- P. insulella Walsingham, 1900
- P. interrupta Walsingham, 1881
- P. karsholtella Baraniak, 2007
- P. kyrkella (Baraniak, 2007)
- P. mariae Rebel, 1923
- P. monochlora Meyrick, 1914
- P. nephelaegis Meyrick, 1931

- P. notabilis Busck, 1904
- P. omissa Walsingham, 1889
- P. orosema Meyrick, 1932
- P. oxylopha Meyrick, 1932
- P. polaris Zeller, 1880
- P. porrectella (Linnaeus, 1758) - gemarmerd koolmotje
- P. poulella Busck, 1904
- P. psammochroa Meyrick, 1886
- P. rectivittella Zeller, 1877
- P. sera Meyrick, 1886
- P. stichocentra Meyrick, 1932
- P. symmorpha Bradley, 1965
- P. triangulosella Costa, 1836
- P. vanella Walsingham, 1881
- P. viatica Durrant, 1906
- P. xylostella (Linnaeus, 1758) - koolmot